# レオン大学
レオン大学（Universidad de León）は、スペイン・カスティーリャ・イ・レオン州レオン県レオンに本部を置く公立大学。レオンとポンフェラーダにキャンパスを有する。

## 歴史
前身の学校は1843年に設立された。1852年には本学の基礎となった師範学校や獣医学校が設立されている。スペインの民主化後の1979年、オビエド大学が分割されてレオン大学が創立された。

## 学部・学校
レオン大学は8学部・6学校・2提携学校を有する。
学部
- 獣医学部[4][5]
- 生物環境学部[6][7]
- 法学部[8][9]
- 芸術学部[10][11]
- 経済・経営学部[12][13]
- 産業学部[14]
- 教育学部[15][16]
- スポーツ科学部[17][18]

学校
- 産業工学・情報技術学校[19]
- 鉱業工学高等工科学校[20][21]
- 農業工学高等工科学校[22][23]
- 社会福祉学校[24][25]
- 健康科学学校[26]

提携学校
- レオン観光学校
- ポンフェラーダ観光学校